# Tragus (öra)
Tragus är den lilla utbuktningen vid ytterörat som buktar ut över ingången till ytterörat. Det är också namnet på öronhåren som växer i örongången, vid ingången till mellanörat.
Namnet kommer från den klassiska grekiskans tragos, i betydelsen get, för att området kan påminna om getens skägg. Första kända användning i denna betydelse förekommer 1693.
Tragus bidrar till ytterörats förmåga att samla ljud bakifrån. Detta bidrar till hjärnans förmåga att uppfatta vilka ljud som kommer framifrån och bakifrån.

## Bildgalleri

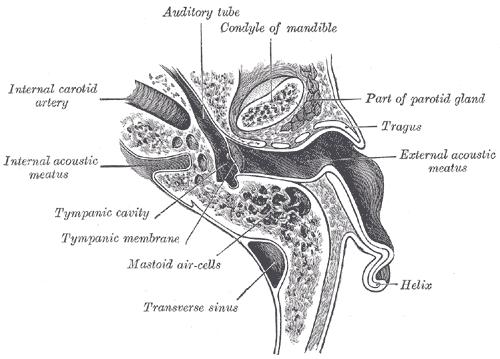
Ett horisontellt tvärsnitt genom vänstra örat, övre delen.
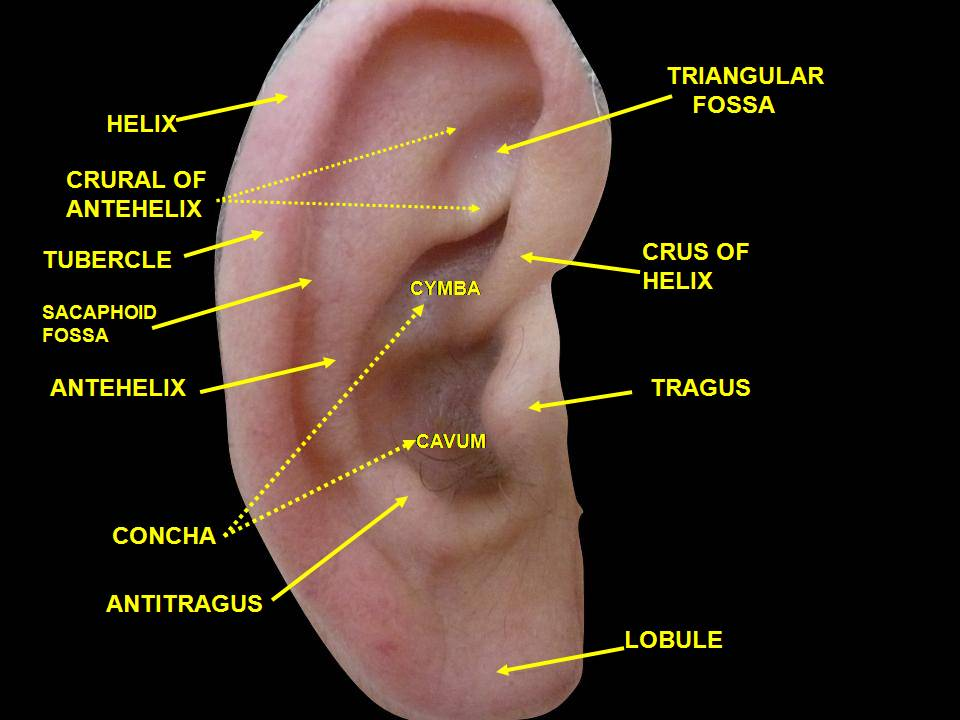
Högra ytterörat.
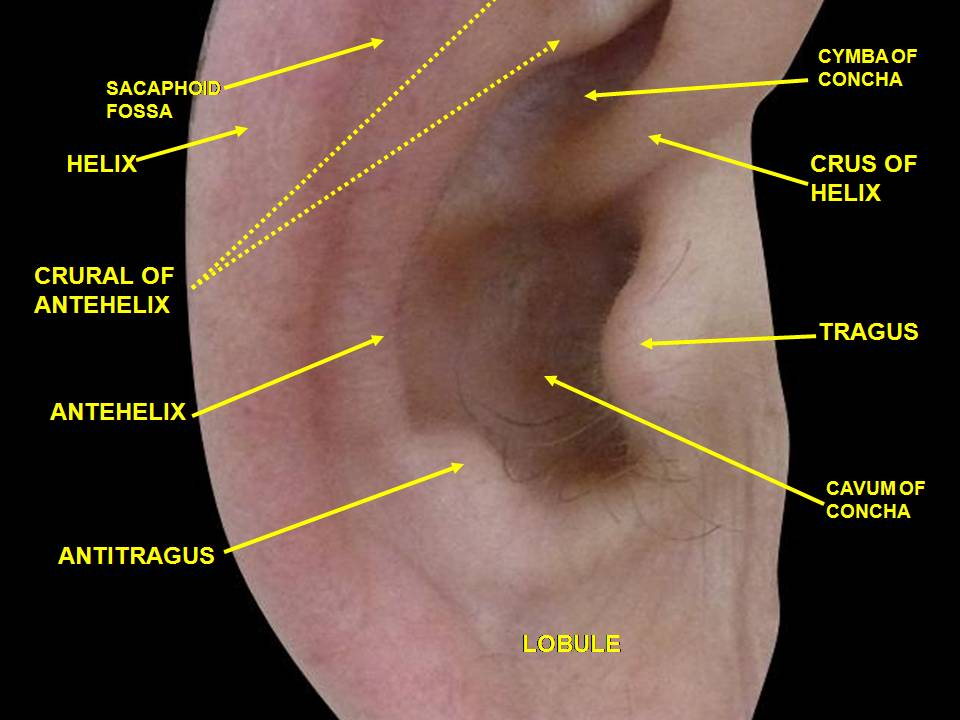
Högra ytterörat I närbild.